# スノーホワイト (2012年の映画)
『スノーホワイト』（原題: Snow White & the Huntsman）は、グリム童話『白雪姫』を原作とした、ルパート・サンダース監督、ホセイン・アミニとイヴァン・ドーハーティ脚本による2012年公開のダークファンタジー映画。アメリカ合衆国では2012年6月1日に劇場公開された。
日本では2012年6月15日に劇場公開された。観客動員数は29万人を突破し、週末興行成績は約3億7000万円超えにして初登場第1位を獲得している。
本作は3部作の1作目として構想され、第2作『スノーホワイト/氷の王国』が2016年に公開された。

## ストーリー
マグナス王とエレノア王妃の一人娘スノーホワイト（以下スノー）は国中から愛されている心の美しい少女。
エレノアが急逝してしばらく後、マグナス王は黒い甲冑の謎の軍勢と戦い、敵軍の女虜囚ラヴェンナを助ける。マグナスはラヴェンナの美しさに心を奪われ、お妃として迎える。だがラヴェンナの正体は邪悪な魔女で、マグナスを暗殺し、魔軍を引き込んで王国を乗っ取ってしまう。ラヴェンナは逃げ遅れた家臣を皆殺しにしたが、スノーを秘密裏に監禁し生かし続ける。ラヴェンナの悪政と呪いによって、王国はまたたく間に荒廃し、闇に閉ざされてしまう。
数年後、いつものようにラヴェンナが鏡の精に「この世でいちばん美しい者は？」と質問すると、スノーが自分より美しく育ったこと、スノーにラヴェンナの命を奪う力があること、ただしスノーの心臓をラヴェンナが掴めばラヴェンナの美と魔力は永遠となると告げられる。スノーは牢から連れ出された一瞬の隙を突いて城から逃げ出し、闇の森へ逃げこむ。ラヴェンナは妻を喪い自棄的な生活を送っていた猟師のエリックを呼び出し、妻を蘇らせると約束し、強制的にスノー捜索の任務に就かせる。
エリックはラヴェンナの弟フィンとその部下を連れて闇の森に入り、難なくスノーを捕らえるが、ラヴェンナの約束の嘘が露見し、スノーの懇請も受けて、スノーの逃亡に手を貸し、共に追われる身となる。スノーは逃避行の中で小人達と出会い、妖精達や聖獣からの祝福を受け、小人のガスの死と直面し、ハモンド公の息子で幼馴染のウィリアムと再会する。エリックはフィンを倒す。目的地ハモンド公の城が間近になったある朝、ラヴェンナはウィリアムに化けてスノーに近づき、毒りんごを食べさせスノーは倒れる。ラヴェンナが鏡の精の言葉を復唱しつつ、スノーの心臓を掴み出そうとした瞬間、エリックが駆けつけラヴェンナは逃げる。だがりんごの毒が回りスノーは亡くなる。
ハモンド公の城で、スノーの葬儀が行われる。エリックが守りきれなかったことを謝りながらスノーの遺体にキスをすると呪いが解かれ、スノーは蘇生する。スノーはラヴェンナが唱えた言葉を思い出し、自分にはラヴェンナを滅ぼす力があると宣言してハモンド公の民を鼓舞、討伐隊を組織して進軍を開始する。ラヴェンナは篭城して弓隊や投石で応戦するが、小人たちが潜入して城門を開く。スノーはラヴェンナとの一騎打ちの対決で、追い詰められるが、隙をついて短剣で心臓を刺すとラヴェンナはまたたくまに憔悴して滅ぶ。

## キャスト
スノーホワイト
演 - クリステン・スチュワート、日本語吹替 - 坂本真綾
マグナス王と王妃エレノアの一人娘。誰もが羨む美貌を持つ。
邪悪な女王ラヴェンナ
演 - シャーリーズ・セロン、日本語吹替 - 小雪
永遠の若さと美貌を求める魔女。高圧的な性格。国王に取り入り、富と権力を手に入れた。他の女達からの精気を吸い、容姿と命を維持している。スノーホワイトの心臓を狙う。
名前の由来は、不法な利益を司る女神「ラウェルナ」。
猟師エリック
演 - クリス・ヘムズワース、日本語吹替 - 椎名桔平
通称ハントマン。最愛の妻を喪った悲しみから盗人のように落ちぶれ、酒浸りの日々を過ごしていたが、スノーホワイトを助け、ラヴェンナを倒す事に加勢する。
ウィリアム王子
演 - サム・クラフリン、日本語吹替 - 浪川大輔
ハモンド公の一人息子で、スノーの幼馴染。子供のころは少々意地悪だった。
フィン
演 - サム・スプルエル、日本語吹替 - 咲野俊介
ラヴェンナの弟。姉を敬愛し、姉のためにスノーを追う。最後はエリックに倒され絶命する。
ビース
演 - イアン・マクシェーン、日本語吹替 - 山路和弘
小人達のリーダー。
ミューア
演 - ボブ・ホスキンス、日本語吹替 - 大塚周夫
小人の長老。真実を見抜く不思議な力を持っている。
ゴート
演 - レイ・ウィンストン、日本語吹替 - 菅生隆之
小人。比較的大柄で気が荒い。
ニオン
演 - ニック・フロスト、日本語吹替 - 茶風林
小人。比較的大柄で妖精の歌が嫌い。痛風持ち。
デューア
演 - エディ・マーサン、日本語吹替 - 山野井仁
小人。コルとペアの斥候役。
コル
演 - トビー・ジョーンズ、日本語吹替 - 高木渉
小人。デューアとペアの斥候役。喘息持ち。
クワート
演 - ジョニー・ハリス、日本語吹替 - 佐々木睦
小人。ミューアの息子。笛や歌が得意。
ガス
演 - ブライアン・グリーソン、日本語吹替 - 魚建
最年少の小人。バイオリンを弾く。スノーを一目で好きになる。
ハモンド公爵
演 - ヴィンセント・リーガン、日本語吹替 - 大塚芳忠
マグナス王の家臣、王国内の一領主。ラヴェンナによるクーデター以後は領地に壁を築き、逃げ延びた民衆を保護している。
マグナス王
演 - ノア・ハントリー、日本語吹替 - 西凜太朗
スノーホワイトの父。ラヴェンナに暗殺される。
エレノア王妃
演 - リバティー・ロス、日本語吹替 - 林真里花
スノーホワイトの母。急逝する。
鏡男
演 - クリストファー・オービ、日本語吹替 - 大塚明夫
鏡の精。
グレタ
演 - リリー・コール、日本語吹替 - 小島幸子
王城に連れてこられた女囚。
アンナ
演 - レイチェル・スターリング、日本語吹替 - 五十嵐麗
湖の岸にある村の長。
リリー
演 - ハッティ・ゴトベッド
アンナの娘。
幼少期のスノーホワイト
演 - ラフィー・キャシディ
幼少期のウィリアム王子
演 - ザビエル・アトキンス、日本語吹替 - 園崎未恵
幼少期のラヴェンナ
演 - イジー・メイクル＝スモール
ラヴェンナの母
演 - アナスタシア・ヒレ、日本語吹替 - 勝生真沙子
ラヴェンナに美貌と守護の魔法を与え、征服者達へ復讐するよう仕向ける。
幼少期のフィン
演 - エリオット・リーヴ、日本語吹替 - 長良真里
その他の日本語吹き替え =下山田綾華/小島敏彦/志村知幸/長谷川俊介/烏丸祐一/武田幸史/新田英人/後藤光祐

## スタッフ
- 監督：ルパート・サンダーズ（長編映画監督デビュー作）
- 製作：ジョー・ロス、サム・マーサー
- 製作総指揮：グロリア・ボーダース、パラク・パテル
- 脚本：ホセイン・アミニ、ジョン・リー・ハンコック 、エバン・ダーカティ
- 撮影：グリーグ・フレイザー
- 美術：ドミニク・ワトキンス
- 衣装デザイン：コリーン・アトウッド
- 編集：コンラッド・バフ、ニール・スミス
- 音楽：ジェームズ・ニュートン・ハワード

## 日本語版制作スタッフ
- 演出：宇出喜美
- 字幕翻訳：古田由紀子
- 吹替翻訳：栗原とみ子
- 調整：兼子芳博
- 録音：スタジオT&T、サウンドインスタジオ
- ダビングスタジオ：東京テレビセンター
- 制作担当：高橋正浩、吉永紘朗（ニュージャパンフィルム）
- プロデューサー：石田聡子、渡辺英幸、安達佳孝、三樹祐太（東宝東和）

## 製作

### キャスティング
プロデューサーは白雪姫役にはあまり有名ではない俳優を考慮し、ライリー・キーオ、フェリシティ・ジョーンズ、ベラ・ヒースコート、アリシア・ヴィカンダーを候補に挙げた。この考えはクリステン・スチュワートとダコタ・ファニングが候補に挙がっているという噂でなくなった。2011年3月4日、共同プロデューサーのパラク・パテールのツイートにより、クリステン・スチュワートに出演交渉がなされていることが確定的となった。また、シャーリーズ・セロンが演じるラヴェンナ役は、当初ウィノナ・ライダーにオファーされていた。ジョニー・デップは猟師のエリックの役を断っていた。また、ユニバーサルはヴィゴ・モーテンセンとも交渉していたが、最終的に断られた。さらにヒュー・ジャックマンへもオファーされたが、断られた。2011年、『マイティ・ソー』に主演したクリス・ヘムズワースが猟師役に決まったと報じられた。

### 撮影
主要撮影はイギリスで行われている。母がクイーンズランド州出身のオーストラリア人であるクリステン・スチュワートは、クリス・ヘムズワースとの撮影は「信じられないほど落ち着く」と語っている。
「オーストラリア人は特有の性格を持っているっていうけど、彼はそれを具現化したような人」「本当にスマートだし、とても情熱的で、でも面白いし、騒々しいときもある」「彼のアクセント（オーストラリア訛り）は面白い。私はいつも彼を真似しようとするけど、全然出来ません！」「私はこの映画の劇中ではイギリス英語を使用しているけど、オーストラリア英語より簡単！」と述べている。

### その他
主演のクリステン・スチュワートとルパート・サンダース監督の情事が発覚、交際中のスチュワートとロバート・パティンソンの関係に大きな危機が訪れたとの報道がなされた。

## 評価
Rotten Tomatoesによれば、批評家の一致した見解は「着想元となったおとぎ話に適切に暗いテークを提供しているが、『スノーホワイト』はムラのある演技、問題のあるペース、そしてごちゃごちゃした脚本によって台無しになっている。」であり、238件の評論のうち高評価は49%にあたる117件で、平均点は10点満点中5.60点となっている。
Metacriticによれば、39件の評論のうち、高評価は18件、賛否混在は17件、低評価は4件で、平均点は100点満点中57点となっている。
第33回ゴールデンラズベリー賞において最低主演女優賞（クリステン・スチュワート）にノミネートされ、トワイライト・サーガ/ブレイキング・ドーン Part2と併せてＷ受賞した。

## キャッチコピー
1. 「おとぎ話は終わった。今、新たなる「白雪姫」伝説が始まる!」
2. 「この夏、世界は初めて出会う。戦う白雪姫と—。」

## ノベライズ
- 『スノーホワイト』（竹書房〈竹書房映画文庫〉、2012年5月31日発売） ISBN 978-4-81-244932-5
  - 著作：リリー・ブレイク、エヴァン・ドハーティ、ジョン・リー・ハンコック、ホセイン・アミニ
  - 日本語版翻訳：富永晶子

## DVD/Blu-ray
2012年10月17日にジェネオン・ユニバーサルよりDVD（GNBF-1307）と3枚組セットしたBlu-ray Disc（GNXF-1023）が同時発売された。DVDは劇場公開版のみ収録しており、ブルーレイディスクには130分のエクステンデッド・バージョンが収録されている。
DVD映像音声特典
- ヘンテコな連中：ドワーフたち
- 監督／ルパート・サンダース、視覚効果監修／セドリック・ニコラス=トロヤン、共同編集／ニール・スミスによる本編音声解説

Blu-ray映像音声特典
- マイシーンズ
- U-CONTROL
- 新たなる伝説の誕生
- おとぎ話の再構築
- 王国の住民たち
- 「スノーホワイト」の魔法
- 王国の裏側：セット探索ツアー（王の中庭、城周辺の村、ハモンド公爵城の野営地、ラヴェンナ女王の玉座、ラヴェンナ女王の鏡の間）
- 監督／ルパート・サンダース、視覚効果監修／セドリック・ニコラス=トロヤン、共同編集／ニール・スミスによる本編音声解説

## 関連作品
- 白雪姫と鏡の女王